# Benedetta Porcaroli
Benedetta Porcaroli (Roma, Italia; 11 de junio de 1998) es una actriz italiana. Es conocida por interpretar a Chiara Altieri en la serie de Netflix Baby.

## Biografía

### Primeros años
Porcaroli nació el 11 de junio de 1998 en Roma, Italia. Su madre trabaja como secretaria en el Palacio del Quirinal y su padre fue abogado y ahora trabaja como arqueólogo, se separaron cuando ella tenía nueve años. Además tiene un hermano menor, Guglielmo.
Desde niña ha tomado clases de modelaje, y comenzó a modelar a los 14 años para la marca Subdued, luego posó para Timberland, Fendi y Gucci. Ella nunca actuó en obras de teatro en la escuela secundaria porque le gustaba cantar, sin embargo, entró en la actuación cuando su agente, Fiamma Consorti, que es la esposa del actor italiano Paolo Calabresi y amiga de su madre, quería abrir una agencia de jóvenes talentos, así que le preguntó si tenía ganas de hacer algunas audiciones. Inicialmente estaba reacia pero tal vez dijo que podría intentarlo. Luego, hizo una audición para la serie de Rai 1 Tutto può succedere y, un mes después, cuando había olvidado completamente que lo había hecho, recibió la llamada que obtuvo un papel y le hicieron un contrato de cuatro años. Después de haber conseguido el papel, ella dijo que, «la escuela fue el primer problema», debido a que asistía a Terenzio Mamiani, una escuela pública, inmediatamente tuvo que cambiarse e ir a una escuela privada para coordinar sus horas de rodaje. Ella obtuvo su diploma en el Instituto Visconti en 2018. Después se matriculó en la universidad.
Porcaroli también es una ávida cantante, y ha cantando desde niña. Cantó durante ocho años, ingresó a un conservatorio por cuatro años, dos años como solista y dos años es un grupo, pero lo abandonó, y ha declarado que lo lamenta. Ella hizo deportes como voleibol, natación, tenis, esquí y gimnasia artística.

### Carrera

#### Modelaje
Porcaroli comenzó a modelar a los 14 años para la marca Subdued durante tres o cuatro años.

#### Cine y televisión
Su carrera televisiva inició con la serie de Rai 1 Tutto può succedere interpretando a Federica Ferraro desde 2015 a 2018. La serie es una adaptación italiana de la serie estadounidense Parenthood. En 2016, actuó en la película de comedia dramática de Paolo Genovese Perfetti sconosciuti como Sofía. en 2020 participó en la película "18 regali" quien interpreta a Anna Vincenzotto,La película se basa en la historia real de una mujer italiana Elisa Gritto, conocida por planificar y asignar 17 años de regalos de cumpleaños para su hija Anna antes de su muerte en septiembre de 2017 debido a un cáncer de mama terminal.
En noviembre de 2018, actuó en la serie de Netflix Baby como Chiara Altieri, que está basada libremente en un escándalo que causó un gran revuelo en Italia en 2014 cuando se supo que dos estudiantes italianas de una escuela secundaria del distrito residencial de Parioli se dedicaban a la prostitución a tiempo parcial.

## Filmografía
| Cine       | Cine                  | Cine                | Cine                           |  |
| Año        | Título                | Rol                 | Notas                          |  |
| ---------- | --------------------- | ------------------- | ------------------------------ |  |
| 2016       | Perfetti sconosciuti  | Sofia               |                                |  |
| 2018       | Sconnessi             | Stella              |                                |  |
| 2018       | Quanto basta          | Giulietta           |                                |  |
| 2018       | Una vita espericolata |                     |                                |  |
| 2018       | Tutte le mie notti    | Sara                |                                |  |
| 2020       | 18 regali             | Anna                |                                |  |
| 2021       | La scuola cattolica   | Donatella Colasanti |                                |  |
| 2021       | 7 donne e un mistero  | Caterina            |                                |  |
| 2022       | L'ombra del giorno    | Anna                |                                |  |
| 2022       | Il colibrì            | Adele               |                                |  |
| 2024       | Immaculate            | TBA                 |                                |  |
| Televisión |                       |                     |                                |  |
| Año        | Título                | Rol                 | Notas                          |  |
| 2015-2018  | Tutto può succedere   | Federica Ferraro    | Elenco principal; 41 episodios |  |
| 2018–2020  | Baby                  | Chiara Altieri      | Protagonista; 18 episodios     |  |
| 2025       | El gatopardo          | Concetta Corbera    | Protagonista; 6 episodios      |  |